# Dagoberto Gutiérrez
José Dagoberto Gutiérrez Linares (Chalchuapa, El Salvador; 12 de diciembre de 1944 - San Salvador, 9 de julio de 2024) fue un analista político, líder social y exguerrillero salvadoreño. Excomandante del Frente Farabundo Martí para la Liberación Nacional (FMLN) durante el conflicto armado en el país centroamericano.

## Biografía

### Inicios
Nació en Chalchuapa, departamento de Santa Ana el 12 de diciembre de 1944, en medio de la influencia civil producto de la huelga social y militar contra el presidente Maximiliano Hernández Martínez hecho que influiría en su futura adhesión a la lucha política.
Realizó sus estudios primarios en Chalchuapa, en la escuela Francisco I. Cordero; La enseñanza secundaria en el Instituto Nacional de la localidad santaneca; y cursaría su bachillerato en el Instituto Nacional de Santa Ana (I.N.S.A). En 1962 emigra a San Salvador donde se incorporó a estudiar la Licenciatura en Derecho en la Universidad de El Salvador mismos que culminaría en 1967.

### Trayectoria política
En su misma Universidad de El Salvador, Gutiérrez se incorporó a la organización de la izquierda estudiantil, representada por la Asociación General de Estudiantes Universitarios Salvadoreños (AGEUS), y al Partido Comunista Salvadoreño (PCS), iniciando el aprendizaje político en las luchas electorales y procesos de manifestación sindical.
En la década de los setenta fungió como secretario general de la Juventud Comunista y presidente del Consejo Estudiantil Provisional (SEP), fue uno de los encargados de dirigir la lucha por la recuperación de la Universidad de El Salvador, ocupada militarmente en 1972 durante el gobierno de Arturo Armando Molina.
En 1977 se abrió plenamente el camino a la guerra popular, ocurriendo en el mes de febrero un desalojo represivo por parte de las FAES a una concentración de manifestantes (donde Gutiérrez se encontraba incluido) en la Plaza Libertad de San Salvador causando decenas de estudiantes fallecidos y cientos de heridos. Dicho acto provocaría el inicio de las adhesiones de insurgencia (hasta es momento aisladas) en octubre de 1980, con la creación del Frente Farabundo Martí para la Liberación Nacional (FMLN) concretándose definitivamente la alianza; donde las cinco organizaciones político-militares mantuvieron activa una guerra civil con la Fuerza Armada de El Salvador que desembocaron en 12 años de luchas belicistas. En la misma Gutiérrez fungiría como comandante de insurgencia bajo el seudónimo “Logan”, teniendo un papel protagónico en la toma del centro militar de Ciudad Delgado en la ofensiva hasta el tope de 1989 y fue uno de los firmantes de los Acuerdos de Paz de Chapultepec en 1992, que pusieron fin al conflicto armado.
En la década del 90 comenzó la etapa de la posguerra, que derivó en la Firma de la Paz en 1992, donde tendría una participación directa en el proceso de diálogo-negociación que condujo a la declaración del Acuerdo de cese al fuego, en Chapultepec, además siendo uno de los firmantes en la delegación del FMLN enviada a México DF el 16 de enero del mismo año.
En 1994 fungió como diputado en la Asamblea Legislativa de El Salvador hasta 1997;
Dentro de su partido, fundó a finales de la década de los 90 el sector denominado «Tendencia Revolucionaria», una de las fracciones ideológicas más radicales dentro del instituto político, misma con la que rompe lazos con el partido FMLN, tras una serie de desacuerdos con la dirigencia.
Posteriormente ocuparía el cargo de vicerrector de la Universidad Luterana Salvadoreña (ULS), cargo que ejerció hasta su muerte.
Como analista político era considerado un pensador de ideas claras, un intelectual capaz de explicar de forma simple fenómenos complejos. Llegó a compartir debate y análisis con figuras nacionales e internacionales como Geovanny Vicente Romero.
Falleció el 9 de julio de 2024.